# The Key (álbum)
The Key é o álbum de estreia da banda de rock cristão Religionless, lançado de forma independente em 2012.
Apesar de ser uma banda integralmente brasileira, a proposta de Religionless  em The Key foi de interpretar todas as canções do álbum em inglês. De acordo com o produtor musical e baixista, Nilson Noleto, a ideia principal das canções cantadas em outra língua é inovar e conquistar públicos ainda não alcançados pela música cristã.

## Faixas
1. I want serve You - 04:49 (Josué Alves, Queila Risia e Nilson Noleto)
2. All my Dreams - 05:23 (Josué Alves, Nilson Noleto, Gabriella Souza e Queila Risia)
3. Become an Angel - 06:34 (Josué Alves, Isac Filho, Nilson Noleto, Gabriella Souza, Queila Risia e Daiana Celano)
4. I Surrender To You - 03:24 (Josué Alves, Nilson Noleto e Gabriella Souza)
5. My Guide - 05:06 (Josué Alves, Isac Filho, Nilson Noleto, Gabriella Souza, Queila Risia e Daiana Celano)
6. God’s Triumph - 04:52 (Josué Alves, Nilson Noleto e Gabriella Souza)
7. I Have a Friend - 04:31 (Josué Alves, Isac Filho, Nilson Noleto, Gabriella Souza, Queila Risia e Daiana Celano)
8. All I Want, All I Need - 04:52 (Josué Alves, Isac Filho, Nilson Noleto, Gabriella Souza, Queila Risia e Daiana Celano)
9. You’ll come Back - 04:52 (Josué Alves, Isac Filho, Nilson Noleto, Gabriella Souza, Queila Risia e Daiana Celano)
10. The Key - 04:52 (Josué Alves, Isac Filho, Nilson Noleto, Gabriella Souza, Queila Risia e Daiana Celano)

## Créditos
- Direção Executiva: Nilson Noleto
- Produção Musical: Josué Alves
- Co-Produção: Nilson Noleto
- Gravação: Estúdio New Audio
- Arte: Isac Filho e Davi Maia
- Fotografia: Rogério Oliver e Josué Alves
- Vocal: Gabriella Alves
- Backing Vocal: Queila Risia e Josué Alves
- Guitarras: Josué Alves
- Piano: Emerson Groove (música "The Key")
- Baixo: Nilson Noleto
- Bateria: Dih Ramalho (Emerson Gura nas músicas "All I Want" e "All I Need"
- Pads: Jairo Di Oliveira (música "The Key")
- Técnicos de Gravação: Nilson Noleto e Josué Alves
- Mixagem das faixas 01, 05, 08, 09 e 10: Giu Daga (Midas Studios)
- Mixagem das faixas 02, 03, 04, 06 e 07: Brendan Duffey (Norcal Studios)
- Masterização das faixas 01, 05, 08 09 e 10: Renato Patriarca (Midas Studios)
- Masterização das faixas 02, 03, 04, 06 e 07: Brendan Duffey (Norcal Studios)
- Assistentes de Mixagem: Marco Lafico e Nigéria
- Professoras de Inglês: Karen Sipese e Cristina Hashizume